# Mies Hagens
Mies Hagens, geboren als Johanna Louise (Mies) Buillab (Padang, 16 november 1916 – Bilthoven, 14 augustus 2019), was een Nederlands actrice. Hagens vertolkte verschillende rollen bij Amsterdamse theatergezelschappen en was ook in enkele televisiefilms te zien.

## Biografie
Hagens werd geboren te Padang op Sumatra als dochter van de in Suriname geboren Gustaaf Lucien Buillab (1881-1962) en Jacoba Elisabeth Tjon Akien (1879-1965). Haar vader was een militair arts, en vanwege zijn werk verhuisde het gezin naar achtereenvolgens Sumatra, Java, Celebes en Borneo. Op vijftienjarige leeftijd kwam zij naar Nederland, waar ze de hbs afmaakte. Na de hbs ging ze naar de Amsterdamse Toneelschool. Op de toneelschool bewonderde men haar talent, maar doordat ze in Nederlands-Indië was opgegroeid was taal en uitspraak voor haar een moeilijkheid. In 1939 behaalde zij haar diploma. Haar jaargenoten waren onder meer Jenny van Maerlandt, Elly Weller, Carel Briels en Guus Hermus. Ze debuteerde onder de naam Mies Buillab, haar echte naam. Later gebruikte ze de achternaam Hagens.
De critici in de dagbladen prezen haar talent en spoedig kreeg zij een engagement bij Cees Laseur. In het Centraal Theater in Amsterdam behaalde zij haar eerste succes met de rol van jonge Lord in Er was eens.... Verder speelde zij mevrouw Neomi in het mysteriespel Een familie in Nazareth, Parelstroom in De geborduurde bal, Mariken in Mariken van Nieumeghen, Whitney, de jongen, in Vader thuis en Celia in As you like it van William Shakespeare, onder regie van Eduard Verkade. Ze speelde bij het kindertoneel van Stine Lerou en bij het Mallemolencabaret van Cor Ruys. Van 1947 tot 1952 was ze verbonden aan het Amsterdams Toneelgezelschap. Onder regie van Albert van Dalsum speelde ze onder andere Puck in Een Midzomernachtdroom van Shakespeare. In de jaren 50 was ze verbonden aan het gezelschap van Jan Musch en de Nederlandse Comedie.
Mies Hagens was van 1956 tot 1966 getrouwd met mede-acteur Edwin Thomas (1912-1968). Met hem woonde ze van 1956 tot 1958 in Suriname, waar Hagens werkzaam was voor de Nederlandse Stichting voor Culturele Samenwerking met Suriname en de Nederlandse Antillen (Sticusa). Na terugkomst in Nederland speelde ze Katharina in het toneelstuk De getemde feeks van Shakespeare. In de jaren 60 en 70 trad Hagens steeds minder op. Ze was toen wel nog enkele keren in televisieseries te zien. In de jaren zeventig hertrouwde ze en in 1977 beëindigde Mies Hagens haar loopbaan, alhoewel ze in 1983 nog eenmaal een rol had in een aflevering van een televisieserie.

## Televisiewerk
- 1954/55 - Alles kan anders (VPRO)
- 1961/62 - Het Chinese landhuis (KRO)
- 1962/63 - Een idealist, Alexandra (VPRO)
- 1966/67 - Moord op de Walletjes (KRO)
- 1976/77 - Ver van huis (NCRV)
- 1983 - Kanaal 13, tante van Pim in aflevering "Lang zal hij leven" (NCRV)

## Speelfilm
- 1973 - Frank en Eva van Pim de la Parra